# チャンド・バオリ

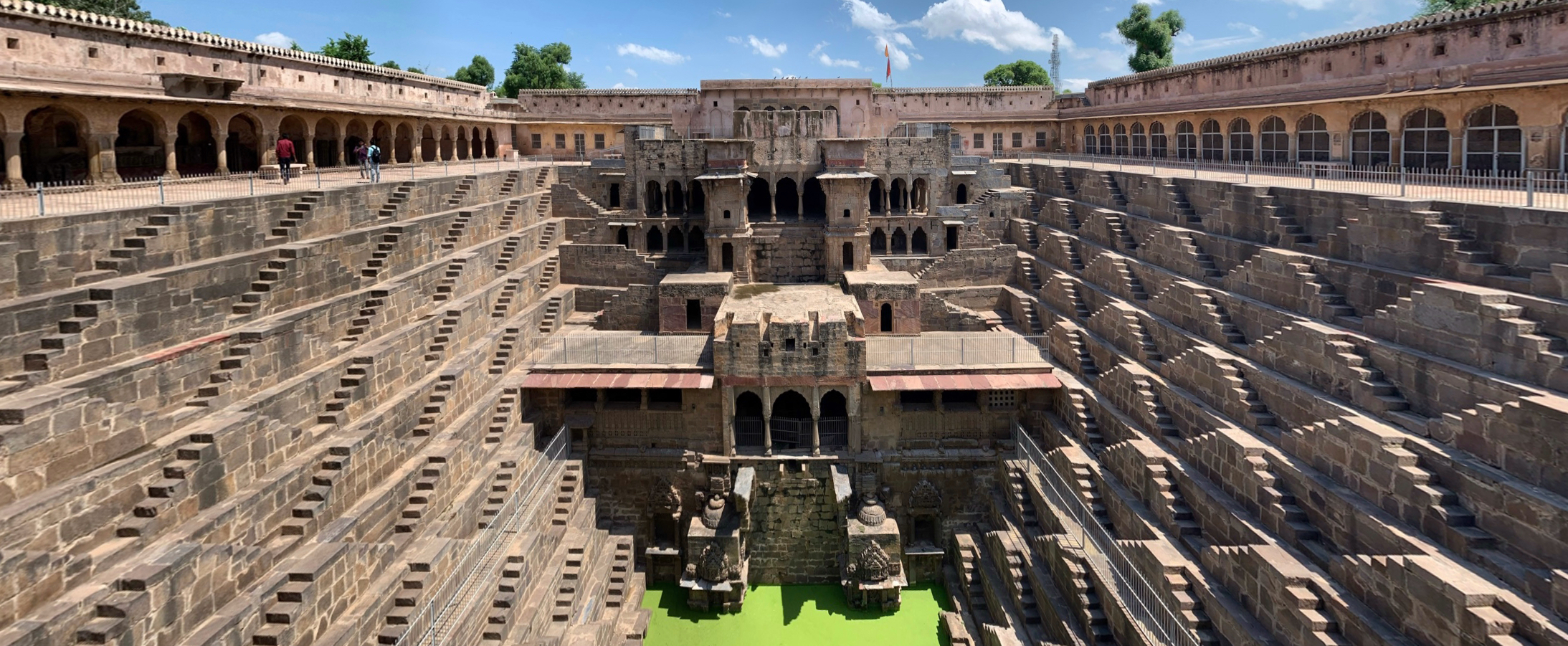
チャンド・バオリの階段井戸

チャンド・バオリ（Chand Baori, चाँद बावड़ी）もしくはチャンド・バオリの階段井戸とは、インド・ラージャスターン州ジャイプル近郊のアブハネリ村（en:Abhaneri）にある巨大な階段井戸である。
この井戸は Harshat Mata 寺院の反対側に位置しており、インドで最も深く大きな階段井戸の一つである。9世紀に建造され、階段の総数は3500、階数は13階でその深さは100フィート（約30メートル）に達する。
この場所は映画の撮影にも使われており、「落下の王国」など幾つかの映画の中で見ることができる。